# Борис без Беатрис
Борис без Беатрис (фр. Boris sans Béatrice) — канадский драматический фильм, снятый Дени Коте. Мировая премьера ленты состоялась в феврале 2016 года на Берлинском международном кинофестивале.

## Сюжет
Фильм рассказывает про успешного мужчину средних лет, который ищет романтических отношений, несмотря на то, что он имеет жену, которая прикована к кровати.